# Colcapirhua (gemeente)
Colcapirhua is een gemeente (municipio) in de Boliviaanse provincie Provinz Quillacollo in het departement Cochabamba. De gemeente telt naar schatting 57.569 inwoners (2018). De hoofdplaats is Colcapirhua.